# Metalúrgica Gerdau
A Metalúrgica Gerdau é uma empresa brasileira de participações, detendo uma participação de controle na Gerdau, uma das maiores empresas brasileiras e mundiais na produção e exploração comercial de produtos de ferro, aço e outros metais.
A Metalúrgica Gerdau é a holding que controla a Gerdau, detendo 97,55% de suas ações ordinárias e 33,34% das ações totais.
Sua área de atuação do grupo Gerdau engloba diversos países como: Argentina, Brasil, Canadá, Chile, Colômbia, Espanha, Estados Unidos, México, Índia, Peru, República Dominicana, Uruguai e Venezuela.